# Австрийская митрополия
Австрийская митрополия (греч. Μητρόπολη Αυστρίας, нем. Griechisch-orthodoxe Metropolis von Austria) — епархия Константинопольского патриархата с центром в городе Вене. Охватывает территорию Австрии, а также включает приходы Венгерского экзархата на территории Венгрии.

## История
Первые православные церкви в Австрии были построены греческими торговцами, которые в XVII веке впервые организовали приход в Вене. С 1776 года указом императора греки получили право свободно исповедовать православную веру, хотя данное положение не уравнивало их с правами римо-католиков.
С 1924 года все греческие приходы на территории Австрии, Венгрии и Италии вошли в юрисдикцию Константинопольского Патриархата.
22 октября 1963 года была учреждена Австрийская митрополия, но только в 1994 году она получила регистрацию от австрийского правительства.
5 ноября 1991 года приходы на территории Италии были выделены из состава Австрийской митрополии и преобразованы в самостоятельную митрополию Италии.
Австрийская митрополия имеет в настоящее время 13 приходов в Австрии, 4 из которых находятся в Вене. 8 приходов и одна монашеская община находятся в Венгрии.
В ноябре 2014 года при содействии фонда «Pro Oriente» в собственность греческой митрополии были переданы один из католических храмов в городе Леобен и участок земли в Бургенланде для создания первого греческого православного монастыря в Центральной Европе. 7 марта 2018 года папа Римский Франциск пожертвовал 100 тысяч евро на создание греческого православного монастыря в Санкт-Андре-ам-Циккзе.

## Архиереи
викариатство Фиатирской архиепископии
- Хризостом (Цитер) (6 ноября 1955 — 22 октября 1963)

Австрийская митрополия
- Хризостом (Цитер) (22 октября 1963 — 5 ноября 1991)
- Михаил (Стаикос) (5 ноября 1991 — 18 октября 2011[5])
- Арсений (Кардамакис) (с 30 ноября 2011[6])

### Викарии
- епископ Кратейский Геннадий (Зервос) (17 января 1971 — 5 ноября 1991) (с резиденцией в Неаполе, Италия)
- епископ Апамейский Спиридон (Папагеоргиу) (24 ноября 1985 — 5 ноября 1991) (с резиденцией в Риме, Италия)
- епископ Христупольский Михаил (Стаикос) (12 января 1986 — 5 ноября 1991)
- епископ Апамейский Паисий (Ларендзакис) (с 20 октября 2018)
- епископ Аристийский Максим (Рудько) (с 10 ноября 2024)